# (473013) 2015 HM42
(473013) 2015 HM42 es un asteroide perteneciente al cinturón de asteroides, descubierto el 28 de septiembre de 2003 por el equipo del Spacewatch desde el Observatorio Nacional de Kitt Peak, Arizona, Estados Unidos.

## Designación y nombre
Designado provisionalmente como 2015 HM42.

## Características orbitales
2015 HM42 está situado a una distancia media del Sol de 2,266 ua, pudiendo alejarse hasta 2,753 ua y acercarse hasta 1,780 ua. Su excentricidad es 0,214 y la inclinación orbital 24,78 grados. Emplea 1246 días en completar una órbita alrededor del Sol.

## Características físicas
La magnitud absoluta de 2015 HM42 es 17.